# Loza decorada

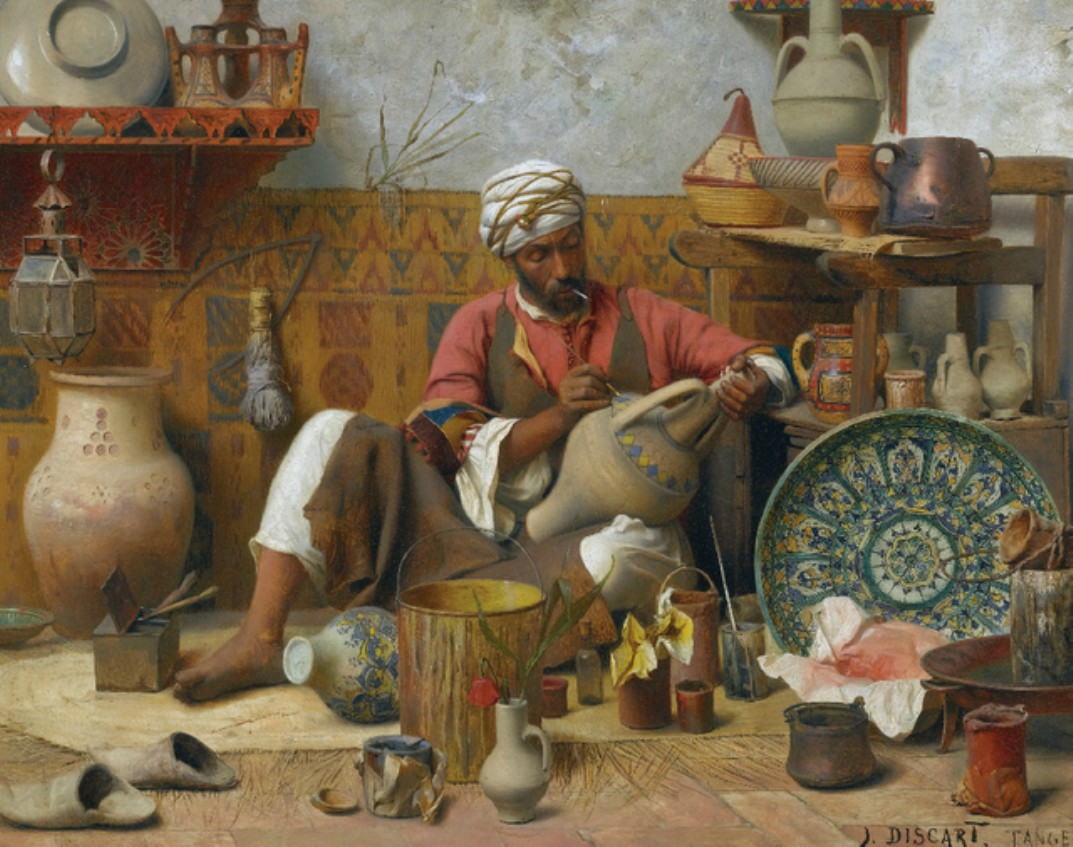
Alfarero de Tánger, óleo de Jean Discart (hacia 1910).

Loza decorada se llama a los objetos de la vajilla doméstica, cuyo material original es el barro cocido y que han sido adornados con cualquiera de las diferentes técnicas cerámicas, desde el bruñido y las primitivas impresiones (decoración cardial y cordada) o las incisiones y esgrafiados, hasta el rico catálogo de dibujos y diseños esmaltados. Puede considerarse que tuvo su evolución natural en los diversos procesos cerámicos de la llamada ‘loza fina’.
Entre las lozas vidriadas y decoradas de mayor tradición están: la loza verde y morado, la loza dorada, la loza de cuerda seca, la loza pintada con paleta de gran fuego, la loza pintada con paleta de pequeño fuego y la mencionada loza fina o esmaltada.

## Lo útil y lo bello
Antropólogos y arqueólogos, a través de sus investigaciones, parecen coincidir en la necesidad de pueblos y culturas de proveerse de vajillas de uso doméstico, por lo general a partir del barro arcilloso, y la humana vocación de adornar o embellecer los productos de su fábrica. La habilidad del artesano acabaría convirtiendo los primitivos ajuares domésticos de basta factura en hermosas piezas cerámicas decoradas con bellas e imaginativas composiciones.
La vajilla doméstica se desarrolló en el lejano Oriente con la proverbial fantasía y su máxima expresión fue la porcelana. Los imperios mesopotámicos, geográfica y culturalmente catalizadores entre Oriente y Occidente y crisol estético de la posterior cultura musulmana, alumbrarían más tarde el despertar de la loza y la azulejería. Pero antes, la loza decorada dio a luz hermosos trabajos en la gran cuenca del Mediterráneo: Etruria, Roma, Grecia, Asia Menor y el Norte de África. Es convencional que a la obra alfarera del mundo clásico se la llame cerámica y a buena parte de la producción musulmana loza.

## La loza decorada en España
La loza medieval decorada con esmaltes tiene su precedente en el extremo oriente. El comercio con la dinastía Tang, en China, desde la corte del califato abasí de Bagdad (750-936), permitió que llegasen a Mesopotamia las primeras porcelanas opacas que acompañaban a la seda, el marfil y los metales cincelados. El dominio técnico musulmán en el campo de la cerámica se documenta ya en el tratado del iraní Abu’l Qasim (1301), cuando describe el trabajo de los alfareros del clan Abu Tahir en Kashan (Persia).
La loza decorada entró en la península ibérica con los alfareros del califato de Córdoba. En los reinos cristianos, tanto las técnicas como el uso en la mesa, llegarían hasta la segunda mitad del siglo xiii. Posteriormente, la conquista de los territorios musulmanes, antes conocida como "Reconquista", con el consecuente éxodo de alfareros musulmanes a las ciudades repobladas por los reyes cristianos, facilitó el trasvase cultural de las lozas y sus técnicas. Al correr de los siglos se dieron diferentes
influencias en los estilos decorativos:
- En el Medioevo la oriental musulmana con reminiscencias de la porcelana china.
- En los siglos xvi y xvii la mayólica italiana, la porcelana china a través del comercio de ultramar y las refinadas lozas francesas a partir de la Ilustración.
- Influencias que desembocaron en una vajilla decimonónica con decoración popular y colorista, que finalmente se vio desplazada por las lozas mecanizadas burguesas impresas de estilo Bristol.

Los alfareros de Al-Ándalus, además de los motivos de tradición musulmana, incorporaron a sus decoraciones elementos típicos del Lejano Oriente, como flores o follajes tupidos, o palmas de perfil propias de las porcelanas chinas de los reinados Song (1127-1279) y Yuan (1279-1368).

### Córdoba
Con la escisión del Emirato de Córdoba, las técnicas abásidas de los siglos ix y x llegaron a Al-Ándalus por la vía norteafricana de la dinastía Fatimí. La loza decorada tendría así un espléndido desarrollo en los siglos x al xiii, mucho mayor que en las sociedades cristianas occidentales contemporáneas en las que gran parte de los enseres de mesa se confeccionaban con metal o madera. Bajo la dinastía almorávide se desarrolló la sofisticada y aún misteriosa técnica de la loza dorada en los alfares de Murcia, Almería y Málaga. La posterior descomposición del califato con la destrucción de Medina Azahara, hacia el 1009, dispersó a sus artesanos y, con ellos, sus secretos y técnicas de decoración, por las cortes de los reinos de Taifas.

### Granada
Con la dinastía nazarí granadina (1238-1492) la loza dorada alcanzó un exquisito nivel artístico. Muestra de ellos son los famosos vasos de la Alhambra, piezas de grandes dimensiones, destinadas a la corte o como regalos diplomáticos, que de este modo se difundieron hacia otras zonas del Mediterráneo, como Egipto y Sicilia, mientras lozas de tamaño menor se exportaban a Damasco, diversos puntos de Italia (Cerdeña, Liguria, Toscana y el Véneto) e incluso Inglaterra.

### Cristianos y moriscos
La expansión de los reinos cristianos de la península ibérica tras las conquistas realizadas por la Corona de Aragón, especialmente bajo Jaime I, con la toma de Mallorca, Valencia y la ayuda dada Alfonso X de Castilla para conquistar Murcia, asimilaron, la riqueza de la loza decorada de origen musulmán.
De este modo, el hilo conductor de las técnicas de la alfarería de origen musulmán, fueron los moriscos, distribuidos en los focos de Manises, Paterna, Quart y Muel. El decreto de expulsión de 1609 llevó a miles de artesanos al destierro. Con ellos se perdieron la industria, las fórmulas, los secretos y el esplendor. Las lozas valencianas pintadas o de "estilo malagueño", y también doradas (opus aureum et pictum) están documentadas en el primer cuarto del siglo xiv (1325). Todo parece indicar que las lozas decoradas, policromas y doradas, de origen nazarí, originalmente conocidas como lozas de Málaga y comercializadas más tarde a través de Mallorca engendraron la denominación "obra de mayólica" o mayólicas.

### Otros centros
Hasta la segunda mitad del siglo xvi, Cataluña, Teruel, Toledo, Talavera de la Reina o Sevilla, fueron, a grandes rasgos, focos subsidiarios de las lozas valencianas cuyos motivos y técnicas imitaron. Sin embargo, las lozas fabricadas en muchos de esos centros tienen rasgos personales que las hacen únicas. Como la combinación del azul y el verde en Teruel, o del azul y el morado negruzco del manganeso en Sevilla o, en el caso catalán, la gran cantidad de piezas firmadas y fechadas, como las de Pere Casals o Toni Mestre, que nos permiten conocer la autoría de algunos maestros y la evolución estilística de las series (así, en los casos de Reus, Barcelona o Valls, cuyos modelos de producción se adentran en el primer tercio del siglo xvii).

## Gremios alfareros
La difusión y protección de la loza decorada como industria artesanal fue uno de los grandes logros de los gremios especializados, formados como cofradías o hermandades bajo un santo patrón y regulados por reglamentos corporativos.
La primera cofradía conocida en España de alfareros de loza, descontando las más antiguas de olleros y cantareros, es la barcelonesa de azulejeros, creada en 1318 y encomendada a San Hipólito. Aún tardó en formarse la de todos los oficios cerámicos, incluyendo específicamente a los blanquers o escudilleros (1459), que finalmente se escindirían en 1531. En Manises la cofradía de San Hipólito se creó en 1605, aunque sus primeras ordenanzas datan de 1619. En 1622 se cita por primera vez el gremio de alfareros de Talavera de la Reina, en cofradía bajo la advocación de las santas Justa y Rufina, y sus primeras ordenanzas son de 1657. Por esa misma época se organizó el gremio de Puebla de los Ángeles, en el virreinato de Nueva España (México).

## Tipología según culturas

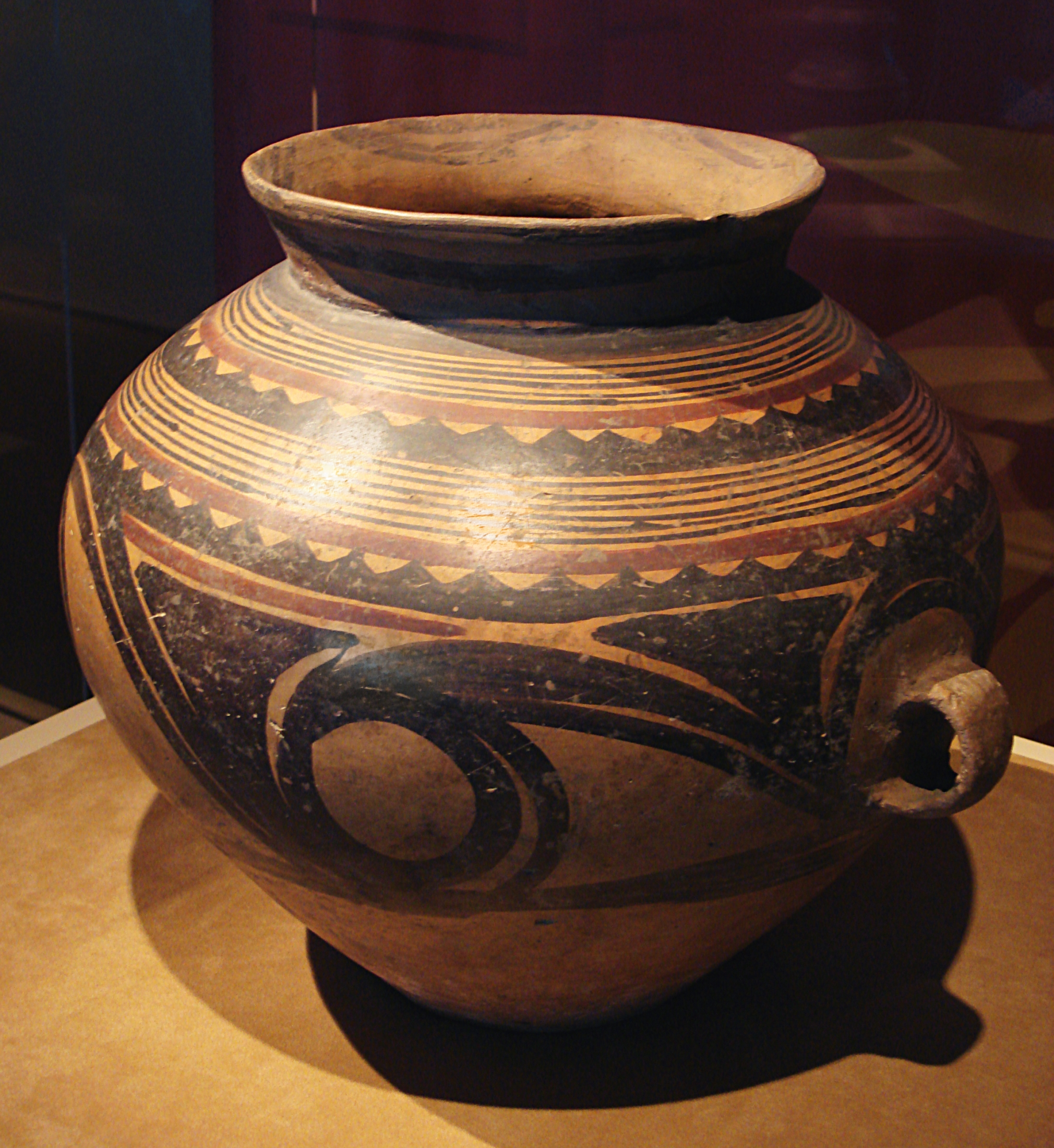
Cultura Majiayao (3300 - 2200 a.C.), en el curso superior del río Amarillo. Decoración en naranja, amarillo y negro.
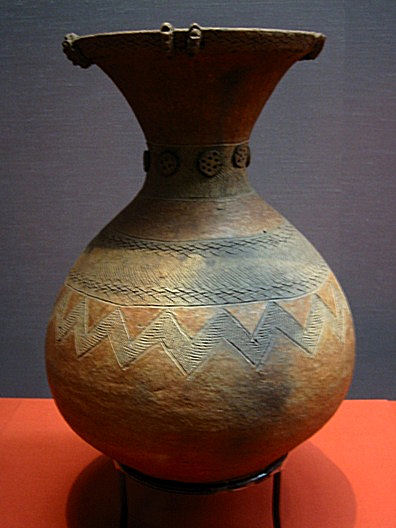
Vasija japonesa del periodo Yayoi (siglos i al iii), Museo Nacional de Tokio.
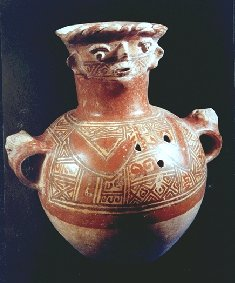
Urna funeraria decorada(múcura) de la Cultura Maya.
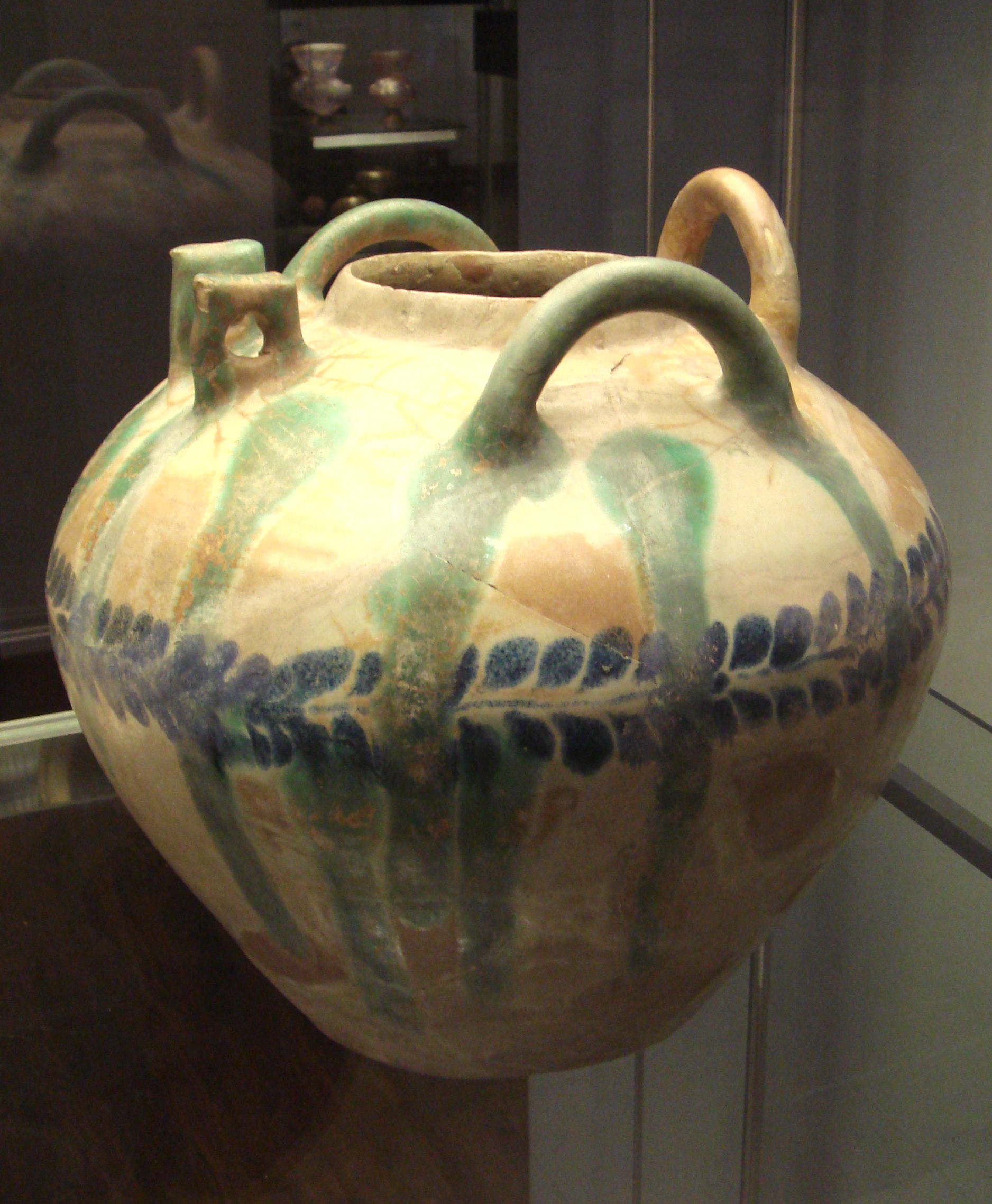
Cántaro persa del siglo ix, inspirado en piezas de la dinastía Tang. Museo Británico.